# الأزمة المالية في مصر (2008–2009)
تعد الأزمة المالية في مصر إحدى تبعات الأزمة المالية العالمية في الفترة 2008-2009، حيث تراجع معدل النمو في مصر إلى 5.8% مقارنة مع 6.5% في الربع الأول من العام 2007. ونشأت الأزمة عندما انفجر سوق الائتمانات، مما أدى إلى أزمة بطالة في البلاد، إلى جانب إفلاس العديد من الشركات، كما تأثرت جميع القطاعات بالأزمة العالمية باستثناء قطاعات الاتصالات والسياحة والنفط والغاز، وسجل الاقتصاد المصري أبطأ معدل نمو سنوي له منذ نحو خمس سنوات في العام المالي 2008 وفقا لمسح أجرته وكالة رويترز.

## خلفية
بدأت الأزمة في 7 أكتوبر 2008، وكان يوما سيئا في تاريخ البورصة المصرية، حيث شهد السوق تراجعا حادا في أداء المؤشر، بانخفاض بحوالي 16%، الأمر الذي سبب حالة قلق وخوف من تأثر الاقتصاد المصري بالأزمة العالمية، بالرغم من أن هذا التراجع لم يؤدي إلى تعثر أي شركات أو بنوك مصرية، وإنما أثر على عمليات تسييل المحافظ من الأجانب والعرب حتى يتمكنوا من دعم محافظهم المالية بالأسواق العالمية، مما أدى إلى زيادة مخاوف المستثمرين المصرين من تقلبات السوق، وبالتالي زيادة عمليات البيع. بالإضافة إلى قيام الأجانب والمتعاملين على شهادات الإيداع المصرية المقيدة بالبورصات العالمية بالبيع المكثف مما زاد من التأثير السلبي على السوق المصري.

## تأثيرات الأزمة
مع بداية الأزمة شهد معدل النمو انخفاضاً ملحوظاً حيث انخفض إلى 5.8% خلال الربع الأول من العام المالي 2008/2009، ثم انخفض بشكل أكبر خلال الربع الثاني حيث بلغ نحو 4.1%. ويرجع هذا الانخفاض الشديد في معدلات النمو إلى تراجع معدلات نمو القطاعات الرئيسية في الاقتصاد المصري خاصة السياحة وقناة السويس والتشييد والبناء والصناعات التحويلية، كما أن تباطؤ معدل النمو الحقيقي منذ بداية الأزمة الاقتصادية يرجع بصفة أساسية إلى تراجع معدلات نمو معظم القطاعات الاقتصادية الأساسية في الاقتصاد المصري، وخاصة الصناعة التحويلية التي انخفض معدل نمو ناتجها إلى النصف الأول من السنة المالية 2008/2009، وكذلك قطاع السياحة وإيرادات قناة السويس، وهي أكثر القطاعات ارتباطاً بالعالم الخارجي، حيث بلغت معدلات النمو بهما قيمًا سالبة. ورغم التحسّن النسبي في أداء قطاعي البترول والغاز والاتصالات، إلا إن ذلك لم يمنع الاتجاه التناقصي لمعدل نمو الاقتصاد الوطني في صورته الكلية، وهو ما استمر منذ حدوث الأزمة وحتى نهاية النصف الأول من العام المالي 2008/2009. ولكن في ذات الوقت حققت قطاعات التشييد والنقل والمواصلات والصناعات التحويلية والزراعة معدلات نمو موجبة ولكنها تقل في معظم الحالات عن مثيلتها في العام الماضي، حيث انخفض معدل النمو في قطاع التشييد والبناء بنسبة 6.1%، ثم قطاع الصناعات التحويلية انخفض بنحو 4.2%، ثم قطاع النقل والمواصلات انخفض بنحو 2.7%، وأخيرا قطاع الزراعة انخفض بنحو 0.2%.
وعلى الرغم من هذا الأداء المتواضع لمعظم القطاعات الاقتصادية إلا إن قطاع البترول والغاز حقق معدل نمو يربو عن مثيله المحقق في العام الماضي إذ بلغ 4.8% مقارنة بنحو 2.9% العام الماضي وكذلك قطاع الاتصالات الذي بلغ معدل النمو به نحو 19.2% مقارنة بمعدل نمو بلغ 15.5% خلال العام الماضي.

## تخطي الأزمة
استطاعت مصر تخطي الأزمة المالية، وبحسب ريتشارد بانكس المدير الإقليمي لمنطقة الشرق الأوسط بمؤسسة يوروموني. حيث أشار في مؤتمر يوروموني عام 2009، إلى التركيز على أنماط جديدة للتنمية الاقتصادية على المستوى العالمي وتبني الاقتصاد المصري بعض تلك الأنماط. وقال بانكس: "إن الوضع الاقتصادي في مصر باعتبارها أحد أهم الاقتصادات الناشئة حول العالم يسير على نحو جيد بل إن أداء الاقتصاد المصري ربما يكون أفضل مقارنة بعدد من الدول الأخرى بما في ذلك اقتصاد بريطانيا في ظل الأزمة العالمية". وقد حققت البورصة المصرية تقدما من حيث الأداء متفوقة على نظيراتها من بورصات دول مجلس التعاون، وبلغ رأسمال البورصة السوقي 95 مليار دولار تقريباً، وسجلت ارتفاعاً تجاوز نسبة 52% في 26 سبتمبر 2009 ، كما شهد الاقتصاد نمواً بنسبة 7.2% في 2009. ويعتبر هذا النمو أمرا جيدا نظراً إلى الصعوبات التي واجهتها الدول الأخرى في المنطقة ومعظم اقتصاديات الغرب.